# Зерцалы
Зерца́лы — деревня в Ачинском районе Красноярского края России. Входит в состав сельского поселения Белоярский сельсовет.

## География
Расположена на левобережье Чулыма (в 1,5 км от русла реки), в 19 км к западу от районного центра, города Ачинска, в 2 км к югу от федеральной автомагистрали Р255 «Сибирь». Находится в 5 км к западу от села Белый Яр, центра сельского поселения.

## Население
| 1989 | 2002 | 2010 |
| ---- | ---- | ---- |
| 217  | ↗253 | ↘237 |

Гендерный состав
По данным Всероссийской переписи населения 2010 года 122 мужчины и 115 женщин из 237 чел.

## Известные люди
- В деревне Зерцалы жил местночтимый святой Даниил Ачинский (1784—1843).
- К деревне был приписан и некоторое время жил в ней старец Фёдор Кузьмич.
- В деревне Зерцалы родился Герой Советского Союза Николай Крепцов-Зайченко (1914—1944).